# Kreith Béla
Gróf Kreith József Ede Béla (Arad/Világos, 1851. május 8. – Csüdőtelke, 1916. november 12.) újságíró, ereklyegyűjtő. 

## Életpályája
Aradon végezte a gimnáziumot. Belépett a 2. huszárezredbe, ahol öt évet töltött szakaszvezetőként. 1880-ban megalapította és rövid ideig szerkesztette a Vadász Újságot. 1883–1885 között a Szemle szerkesztését vette át. 1885-ben feleségével megalapította az ereklyemúzeumot.

### Munkássága
Neve a feltalálók közt is szerepel; több mint tíz találmányára kapott szabadalmat. Az ismétlő fegyvereken föltalált javításait a franczia és amerikai szakemberek is kiemelték. Főleg a magyar szabadságharcok (Rákóczi-Kossuth-kor) történetével foglalkozott. Első feleségével összegyűjtötte és megalapította az 1848–1849-i magyar ereklyemúzeumot. A fővárosi Vigadóban kiállított gyűjteménye 1800 példány nyomatott képet, 400 olajfestést és kézi rajzot, 200 oklevelet és mintegy 800 darab fegyvert, ruhát, felszerelési tárgyat, könyvet és egyéb vegyes ereklyéket tartalmazott. E gyűjteményből 1894-ben a magyar kormány 489 iratot és 1404 nyomtatványt vásárolt meg 3000 frtért a Magyar Nemzeti Múzeum részére. Folytatta a gyűjtést; gyűjteménye a Kossuth-arcképekben volt gazdag.

## Családja
Szülei: gróf Kreith Ede Károly (1813–1862) 1848–1849 között honvéd főorvos és Oláh Jozefa (1823-?) voltak. Első felesége, Farnek Janka (1848–1898) volt, akit 1879-ben vett el. 1900. november 7-én Budapesten, ismét házasságot kötött; felesége Markovits Natália (1885–1963) lett. Két gyermeke született: Kreith Béla (1911–1944) bélyegkereskedő és Kreith Pál (1912-).

## Művei
- A magyar országgyűlési választó kerületek térképe (Budapest, 1883)
- Főrendiházunk reformjához (Budapest, 1885)